# Белолюбский, Айаал Иванович
Айаал Иванович Белолюбский (31 мая 2000) — российский и таджикистанский борец вольного стиля. Чемпион Таджикистана. 

## Спортивная карьера
Является воспитанником якутской РУОР, занимался у Павла Капитонова. В сентябре 2020 года в Наро-Фоминске на Первенстве России по борьбе среди юниоров до 21 года стал бронзовым призёром. В октябре 2020 года должен был выступить на чемпионате России в Наро-Фоминске, однако по состоянию здоровья пропустил турнир. В 2023 году стал серебряным призёром чемпионата Республики Саха (Якутия). 10 февраля 2024 года в Душанбе стал чемпионом Таджикистана. В начале апреля 2024 года стало известно, что Белолюбский выступит на чемпионате Азии в Бишкеке.

## Достижения
- Первенство России по борьбе среди юниоров до 21 года 2020 — ;
- Чемпионат Таджикистана по вольной борьбе 2024 — ;

## Личная жизнь
Отец: Иван Белолюбский - семикратный победитель якутского национального многоборья Игры Дыгына.